# Russisch-Türkischer Krieg (1768–1774)
Aspindza – Nauplia – Orlow-Revolte – Çeşme – Larga – Cahul – Beirut – Patras – Kosludscha – Kertsch
Der Russisch-Osmanische Krieg von 1768 bis 1774 (auch 6. Russischer Türkenkrieg) war eine entscheidende Auseinandersetzung, als deren Ergebnis die südliche Ukraine, der Nordkaukasus und die Krim unter die Herrschaft Russlands kamen. Er führte indirekt auch zur Ersten Polnischen Teilung 1772, um einen Kriegseintritt Österreichs gegen Russland zu verhindern und damit die Internationalisierung des Konflikts, aufgrund des drohenden „Bündnisautomatismus“, abzuwenden.

## Verlauf
Der Krieg wurde durch innere Unruhen in Polen ausgelöst, als sich ein Teil der Szlachta, des polnischen Kleinadels, in der Konföderation von Bar organisierte und gegen König Stanislaw August Poniatowski revoltierte. Poniatowski, ein Günstling der Zarin Katharina der Großen, stützte sich auf die Truppen der Konföderation von Radom und rief außerdem russisches Militär ins Land.
Dem Osmanischen Reich, dem der starke Einfluss Russlands in Polen schon lange ein Dorn im Auge war, lieferten im russischen Sold stehende Saporoger Kosaken einen willkommenen Kriegsgrund, als diese polnische Aufständische auf osmanisches Gebiet verfolgten und dabei angeblich die Einwohner der Stadt Balta massakrierten. Russland bestritt die Vorwürfe; Sultan Mustafa III. erklärte am 25. September 1768 Russland den Krieg.

### Feldzugsjahr 1769
Am 17. September 1769 überschritten die Russen den Dnjestr und begannen ihren Feldzug in Moldawien. Die Festung Chotyn wurde nach einem Sieg umschlossen, fast die gesamte osmanische Garnison verweigerte nach einer Panik den Waffendienst. Am 7. Oktober besetzten die Russen die moldauische Hauptstadt Jassy und setzten ihren Vormarsch nach Süden in die Walachei fort. Am 17. November wurde Bukarest besetzt.
Gleichzeitig hatten Truppen des russischen Generals Tottleben im nördlichen Kaukasus den Krieg eröffnet. In der Kalmückensteppe nördlich der Berge operierte ein kleines russisches Kosakenkorps unter Matwej Platow. Der dortige Verbündete Ubashi Khan nahm zwar am Krieg teil, stellte aber nur die Hälfte der geforderten Truppen. Die Russen rückten bis in den Süden von Georgien vor. Tottleben nahm eine Reihe von türkischen Festungen ein und besetzte die Hauptstadt des Fürstentums Imeretien, Kutaissi. Nachdem er ein 12.000 Mann starkes gegnerisches Korps geschlagen hatte, belagerte er die Hafenstadt und Festung Poti. Wegen Streitigkeiten mit den georgischen Herrschern sah sich die Zarin gezwungen, Tottleben durch Generalmajor Suchotin zu ersetzen.

### Sommerfeldzug 1770
Peter von Gartenberg errichtete 1770 im Fürstentum Moldau die Münzstätte Sadagora zur Versorgung des russischen Heeres mit Scheidemünzen für den Mannschaftssold.
Am 28. Juni 1770 schlug der russische Feldmarschall Pjotr Rumjanzew-Sadunaiski an der Donaufront unweit der Räbnia Mogila 20.000 Türken in die Flucht, dann errangen seine Truppen am 18. Juli am Fluss Larga einen entscheidenden Sieg über das 80.000 Mann starke Heer des Tatarenkhans. Am 31. Juli und 1. August wurde bei Kagul mit nur 17.000 Mann eine stärkere Armee des Großwesirs Mehmed Emin Pascha geschlagen, ein Drittel der osmanischen Truppen kam dabei in den Fluten der Donau um oder wurde gefangen. Die Truppen des Fürsten Nikolai Repnin nahmen Ismail und Kilija ein.

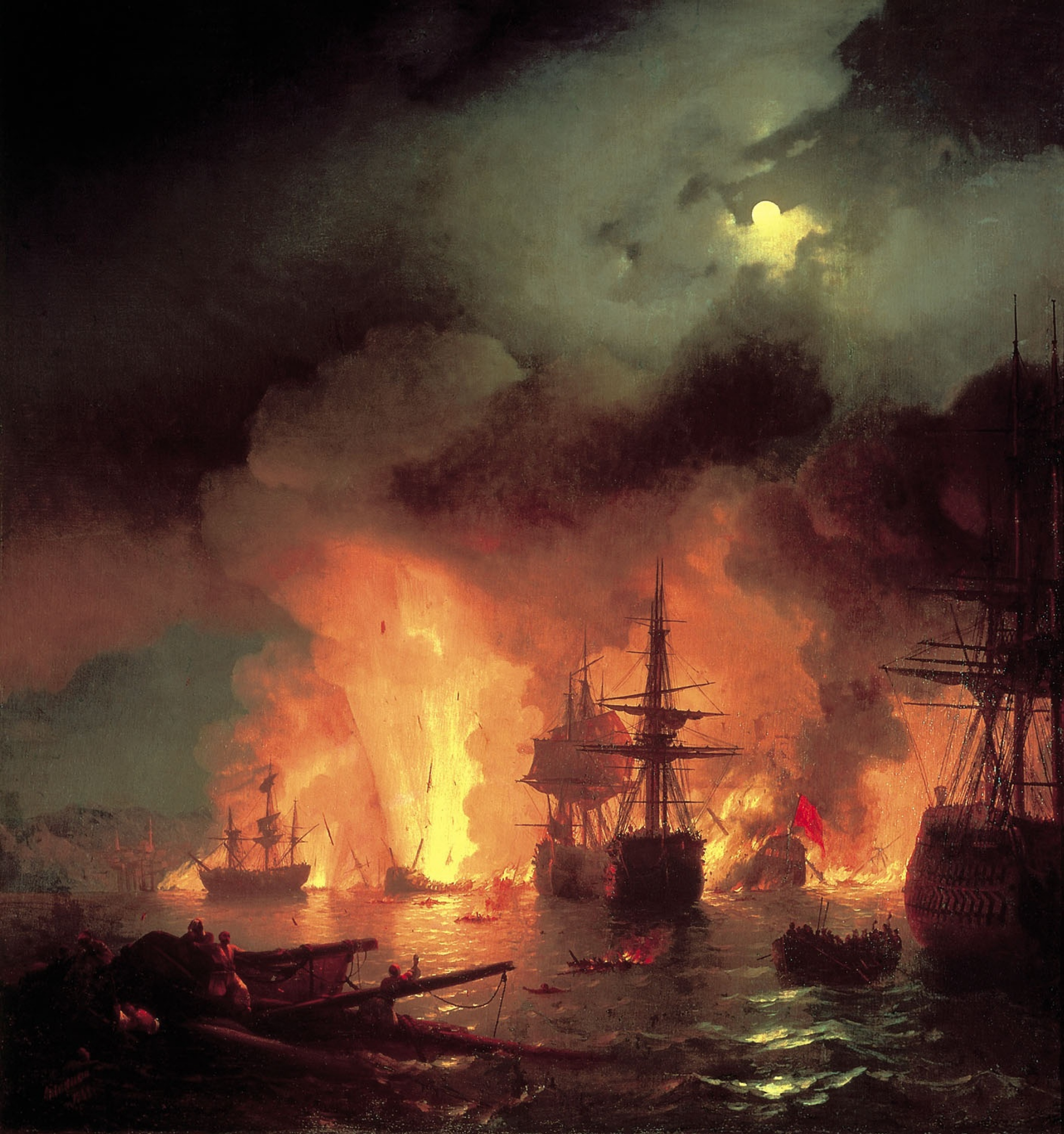
Vernichtung der osmanischen Mittelmeerflotte bei Çeşme

Die Seeoperationen der russischen baltischen Flotte im Mittelmeer waren ebenfalls von Erfolg geprägt. Während es den Russen gelang, in Syrien und Ägypten anti-osmanische Aufstände zu organisieren, vernichtete die russische Flotte unter den Admiralen Alexei Orlow, John Elphinstone und Spiridow den Großteil der osmanischen Ägäis-Flotte unter  Hosameddin Pascha zwischen dem 5. Juli und dem 7. Juli 1770 in der Seeschlacht bei Çeşme (auch Schlacht zu Tschesme, bei Izmir).

### Feldzug 1771 auf der Krim
Im  Jahr 1771 gelang es Fürst Wassili Dolgoruki unter Oberbefehl des Feldmarschall Pjotr Iwanowitsch Panin, als Kommandeur der 2. Feldarmee (38.000. Mann) in der Nacht von 13. auf den 14. Juni 1771 durch die befestigte Linie von Perekop, in die Krim einzubrechen. Danach erzwangen die Russen den Eingang zur Halbinsel Kertsch und  besetzten Jenikale, Arabat und Jewpatoria. Am 29. Juni siegten Dolgorukis Truppen in der Schlacht von Kaffa über die Armee des Krim-Khan Selim Giray und besetzten Jalta, Balaklawa und Sudak. Dolgoruki schickte Truppen nach Aluschta und stürmte die gegnerische Hauptstadt Bachtschissarai, bis Ende Juli war die Krim vollständig erobert.

### Vergebliche Verhandlungen
Der Ausbruch des Pugatschow-Aufstands in Westsibirien führte im Winter auf 1773 fast zum Abschluss eines günstigen Waffenstillstandes für die Pforte. Die polnische Konföderation von Bar wurde zügig von Alexander Suworow besiegt, der anschließend an die türkische Front überwechselte.

### Das Kriegsjahr 1773
Nach neuerlichen Überfällen der Tataren auf Grenzposten beschloss Katharina II. im März 1773 die Fortführung des Krieges. Am 24. April überbrückte ein russisches Korps mit 9000 Mann unter General Potemkin die Donau bei Tulcea und trieb die Türken gegen Babadagh zurück.
Auf dem linken Ufer der Donau bei Bukarest übernahm Suworow am 17. April 1773 das Kommando über das rechte Flügelkorps der 1. Feldarmee unter Oberbefehl des Fürsten Iwan P. Saltykow.
Suworows erfolgreicher Angriff auf das türkische Lager bei Tutrakan (9. und 10. Mai 1773) am anderen Donauufer führte dazu, dass er das Kommando über den einzigen Brückenkopf der Russen auf dem türkischen Donauufer bei Hirsova übertragen bekam. Am 29. Mai gelang es den Osmanen unter Ali Pascha, ein russisches Korps unter Fürst Pjotr Repnin, das mit 4000 Mann bei Rustschuk über die Donau setzen wollte, auf das linke Ufer zurückzuwerfen.
Anfang Juni konnte das Korps des Generalmajor Weissmann den Donau-Übergang bei Ismail ungestört durchführen und, weil sich die Türken bis Karassu zurückgezogen hatten, am 4. Juni Babadagh und am 7. Karamurat besetzen. In der Nacht vom 3. auf den 4. Juni brach die russische Hauptarmee unter Feldmarschall Rumjanzow von Brăila auf, vollzog den Vormarsch zum Fluss Ialomița und traf am 6. früh in Slobozia ein. Am 18. Juni erreichten die Truppen unter Weissmann und Fürst Galitzyn die Donau bei Gurobally, wo die Osmanen unter Osman Pascha am rechten Ufer eine dominierende Stellung eingenommen hatten. Von zwei Seiten angegriffen zu werden, veranlasste die Türken, den vorzeitigen Rückzug gegen Silistra anzutreten.

### Das Kriegsjahr 1774
Im Januar 1774 sahen sich die Russen stark genug, den Krieg an der Donau weiterzuführen. Feldmarschall Rumjanzow drängte die Osmanen zurück und schloss das gegnerische Heer unter dem Großwesir bei Schumla ein. Im April 1774 eröffnete Suworow den Angriff in der Dobrudscha, am 20. Juni schlug er zusammen mit Kamenski fast 40.000 Osmanen in der Schlacht bei Coslugea (türkisch Kozludzha).

## Friedensschluss
Am 21. Juli 1774 unterzeichnete das Osmanische Reich den Frieden von Küçük Kaynarca, demgemäß das Krim-Khanat seinen Vasallenstatus der Hohen Pforte verlor und formell unabhängig wurde. In Wahrheit geriet es unter russischen Einfluss und wurde 1783 annektiert. Russland erhielt außerdem eine Kriegsentschädigung von 4,5 Millionen Rubel und mit Asow und Kertsch zwei strategisch wichtige Häfen am Schwarzen Meer.

## Auslöser der Ersten polnischen Teilung
Der Krieg war aufgrund der drohenden Internationalisierung des Konflikts ein Mitauslöser der Ersten polnischen Teilung, 1772: Die Osmanen hatten mit den polnischen Aufständischen ein Bündnis geschlossen, mit denen auch Frankreich und Österreich sympathisierten. Russland hingegen bezog Unterstützung vom Königreich Großbritannien, das der Kaiserlichen Russischen Marine Berater anbot. Als aber Österreich erwog, auch offiziell an der Seite der Osmanen in den Krieg einzutreten, drohte aufgrund der verflochtenen Bündnissysteme eine Internationalisierung des Konflikts, unter Beteiligung der fünf europäischen Großmächte.
Preußen, das seit dem Abschluss einer Defensivallianz mit Russland, 1764, dem Zarenreich im Falle eines Angriffs, etwa durch Österreich, zu militärischem Beistand verpflichtet war, versuchte, die explosive Lage zu entschärfen. Dies gelang, indem es die Kontrahenten Russland und Österreich zur Annexion polnischer Territorien (Erste Polnische Teilung) animierte und auch selbst daran partizipierte.
Der daraus resultierende Interessenausgleich währte beinahe 20 Jahre, bis zur Französischen Revolution. Erst mit Ausbruch der Koalitionskriege sollte es in Europa wieder zu größeren militärischen Auseinandersetzungen zwischen den Großmächten kommen. Das zwischenzeitliche Eingreifen Frankreichs gegen Großbritannien, während des amerikanischen Unabhängigkeitskrieges, sowie der nahezu unblutig verlaufende „Kartoffelkrieg“ (1778/79) zwischen Preußen und Österreich tangierten den europäischen Kontinent und das dortige Machtgefüge kaum.